# Marcos Baghdatis
Marcos Baghdatis (Grieks: Μάρκος Παγδατής) (Limasol, 17 juni 1985) is een Cypriotische voormalige proftennisser.
Sinds 14 juli 2012 is hij gehuwd met de Kroatische tennisspeelster Karolina Šprem.

## Carrière
Baghdatis speelde van 2003 tot en met 2019 professioneel tennis. Op Wimbledon was de tweede ronde tegen de Italiaan Matteo Berrettini zijn laatste profwedstrijd.
De belangrijkste hoogtepunten in de carrière van Marcos Baghdatis vonden plaats in de periode 2005 tot en met 2007. Eind 2005 bereikte hij de finale van het ATP-toernooi van Bazel 2005 , waarin hij verloor van de Chileen Fernando González. Op de Australian Open 2006 (mannen) bereikte Baghdatis heel verrassend de finale, maar moest hij, net als een jaar eerder in de vierde ronde, de Zwitser Roger Federer , feliciteren met de overwinning. Later dat jaar haalde hij ook op Wimbledon 2006 (mannen) de halve finale, maar daarin was de Spanjaard Rafael Nadal te sterk. Richting het einde van het seizoen won hij ten koste van de Kroaat Mario Ančić op het ATP-toernooi van Peking 2006 zijn eerste ATP-titel. Op 21 augustus van het jaar bereikte hij met de 8e plaats op de ATP-ranking zijn hoogste positie op de wereldranglijst ooit.
Ook in 2007 haalde Baghdatis nog enkele fraaie resultaten. Op het ATP-toernooi van Zagreb 2007 versloeg hij in de finale thuisspeler Ivan Ljubičić om zodoende zijn tweede ATP-titel in de wacht te slepen. Twee weken later verloor hij in de finale van ATP-toernooi van Marseille 2007 van thuisspeler Gilles Simon. Het grasseizoen was met een finaleplaats op het ATP-toernooi van Halle 2007 (verlies tegen Tomáš Berdych) en een kwartfinale op Wimbledon 2007 (verlies tegen Novak Djokovic) ook goed. Aan het einde van het seizoen bereikte Baghdatis ook nog de halve finale van het ATP-toernooi van Parijs 2007 (verlies tegen Nadal).
In 2009 won hij op ATP-toernooi van Stockholm 2019 ten koste van de Belg Olivier Rochus zijn derde ATP-titel. Begin 2010 pakte hij op het ATP-toernooi van Sydney 2010 tegen de Fransman Richard Gasquet zijn vierde en laatste ATP-titel. De finales van het ATP-toernooi van Washington 2010, verlies tegen de Argentijn David Nalbandian en het ATP-toernooi van Moskou 2010, verlies tegen de Serviër Viktor Troicki, en de een halve finale op het ATP-toernooi van Cincinnati 2010, verlies tegen Roger Federer, zorgden voor een tweede opleving in zijn carrière, maar resultaten op grandslams en andere grote toernooien bleven nadien uit.
Op de Australian Open 2008 speelde Baghdatis een legendarische wedstrijd in de derde ronde tegen thuisspeler Lleyton Hewitt. De Australiër won uiteindelijk met 3-6 7-5 7-5 6-7 6-3 in een partij die pas om 04.33 uur in de nacht afgelopen was. De wedstrijd, die 4 uur en 45 minuten duurde, is de boeken in gegaan als de partij die als laatste ooit na middernacht klaar was.

## Palmares
| Legenda                       | Legenda               |
| ----------------------------- | --------------------- |
| Grand Slam                    |                       |
| Olympische Spelen             |                       |
| tot 2009                      | vanaf 2009            |
| Tennis Masters Cup            | ATP Finals            |
| ATP Masters Series            | ATP Tour Masters 1000 |
| ATP International Series Gold | ATP Tour 500          |
| ATP International Series      | ATP Tour 250          |

### Enkelspel
| Nr.                          | Datum             | Toernooi         | Ondergrond    | Tegenstander in finale | Score                 | Details |
| ---------------------------- | ----------------- | ---------------- | ------------- | ---------------------- | --------------------- | ------- |
| Gewonnen finales             |                   |                  |               |                        |                       |         |
| 1.                           | 17 september 2006 | ATP Peking       | Hardcourt     | Mario Ančić            | 6-4, 6-0              | Details |
| 2.                           | 4 februari 2007   | ATP Zagreb       | Tapijt (i)    | Ivan Ljubičić          | 7-6(4), 4-6, 6-4      | Details |
| 3.                           | 25 oktober 2009   | ATP Stockholm    | Hardcourt (i) | Olivier Rochus         | 6–1, 7–5              | Details |
| 4.                           | 16 januari 2010   | ATP Sydney       | Hardcourt     | Richard Gasquet        | 6–4, 7–6(2)           | Details |
| Verloren finales             |                   |                  |               |                        |                       |         |
| 1.                           | 30 oktober 2005   | ATP Bazel        | Tapijt (i)    | Fernando González      | 7–6(8), 3–6, 5–7, 4–6 |         |
| 2.                           | 29 januari 2006   | Australian Open  | Hardcourt     | Roger Federer          | 7–5, 5–7, 0–6, 2–6    | Details |
| 3.                           | 18 februari 2007  | ATP Marseille    | Hardcourt (i) | Gilles Simon           | 4–6, 6–7(3)           | Details |
| 4.                           | 17 juni 2007      | ATP Halle        | Gras          | Tomáš Berdych          | 5–7, 4–6              | Details |
| 5.                           | 8 augustus 2010   | ATP Washington   | Hardcourt     | David Nalbandian       | 2–6, 6–7(4)           | Details |
| 6.                           | 24 oktober 2010   | ATP Moskou       | Hardcourt (i) | Viktor Troicki         | 6–3, 4–6, 3–6         | Details |
| 7.                           | 2 oktober 2011    | ATP Kuala Lumpur | Hardcourt (i) | Janko Tipsarević       | 4–6, 5–7              | Details |
| 8.                           | 27 juli 2015      | ATP Atlanta      | Hardcourt     | John Isner             | 3–6, 3–6              | Details |
| 9.                           | 28 februari 2016  | ATP Dubai        | Hardcourt     | Stan Wawrinka          | 4-6, 6-7(13)          | Details |
| 10.                          | 1 oktober 2017    | ATP Chengdu      | Hardcourt     | Denis Istomin          | 2-3 opgave            | Details |
| Gewonnen finales challengers |                   |                  |               |                        |                       |         |
| 1.                           | 24 oktober 2004   | Bolton           | Hardcourt (i) | Peter Wessels          | 6-1, 3-6, 6-2         |         |
| 2.                           | 14 november 2004  | Bratislava       | Tapijt (i)    | Dominik Hrbatý         | 7-6(4), 7-6(3)        |         |
| 3.                           | 3 juli 2005       | Cordoba          | Hardcourt     | Alejandro Falla        | 6-3, 6-3              |         |
| 4.                           | 9 augustus 2009   | Vancouver        | Hardcourt     | Xavier Malisse         | 6-4, 6-4              |         |
| 5.                           | 13 september 2009 | Saint-Remy       | Hardcourt     | Xavier Malisse         | 6-4, 6-1              |         |
| 6.                           | 18 oktober 2009   | Tasjkent         | Hardcourt     | Denis Istomin          | 6-3, 1-6, 6-3         |         |
| 7.                           | 8 juni 2014       | Nottingham       | Gras          | Marinko Matosevic      | 6-4, 6-3              |         |
| 8.                           | 3 augustus 2014   | Vancouver        | Hardcourt     | Farrukh Dustov         | 7-6(6), 6-3           |         |
| 9.                           | 10 augustus 2014  | Aptos            | Hardcourt     | Michail Koekoesjkin    | 7-6(7), 6-4           |         |
| 10.                          | 2 november 2014   | Genève           | Hardcourt (i) | Michał Przysiężny      | 6-1, 4-6, 6-3         |         |
| 11.                          | 17 maart 2019     | Shenzen          | Hardcourt     | Stefano Napolitano     | 6-2, 3-6, 6-4         |         |

### Dubbelspel
| Nr.                          | Datum           | Toernooi    | Ondergrond    | Partner         | Tegenstanders in finale               | Score    | Details |
| ---------------------------- | --------------- | ----------- | ------------- | --------------- | ------------------------------------- | -------- | ------- |
| Gewonnen finales herendubbel |                 |             |               |                 |                                       |          |         |
| 1.                           | 5 februari 2012 | ATP Zagreb  | Hardcourt (i) | Michail Joezjny | Ivan Dodig Mate Pavić                 | 6-2, 6-2 | Details |
| Verloren finales herendubbel |                 |             |               |                 |                                       |          |         |
| 1.                           | 6 januari 2008  | ATP Chennai | Hardcourt     | Marc Gicquel    | Sanchai Ratiwatana Sonchat Ratiwatana | 4–6, 5–7 | Details |
| 2.                           | 5 mei 2013      | ATP München | Gravel        | Eric Butorac    | Jarkko Nieminen Dmitri Toersoenov     | 1–6, 4–6 | Details |

## Resultaten grote toernooien
| Legenda | Legenda                          |
| ------- | -------------------------------- |
| g.t.    | geen toernooi gehouden           |
| l.c.    | lagere categorie                 |
| –       | niet deelgenomen                 |
| G       | uitgeschakeld in de groepsfase   |
| 1R      | uitgeschakeld in de eerste ronde |
| 2R      | uitgeschakeld in de tweede ronde |
| 3R      | uitgeschakeld in de derde ronde  |
| 4R      | uitgeschakeld in de vierde ronde |
| KF      | uitgeschakeld in de kwartfinale  |
| HF      | uitgeschakeld in de halve finale |
| F       | de finale verloren               |
| W       | het toernooi gewonnen            |
| w-v     | winst/verlies-balans             |

### Enkelspel
| grandslamtoernooien  |      |      |      |      |      |      |      |      |    |      |      |      |    |      |      |      |
| Australian Open      | –    | 4R   | F    | 2R   | 3R   | 4R   | 3R   | 3R   | 2R | 3R   | 1R   | 3R   | 1R | 2R   | 2R   | –    |
| Roland Garros        | –    | 1R   | 2R   | 4R   | 1R   | 1R   | 3R   | 2R   | 2R | 1R   | –    | 2R   | 2R | 1R   | 1R   | –    |
| Wimbledon            | –    | 1R   | HF   | KF   | 4R   | –    | 1R   | 3R   | 3R | 1R   | 2R   | 3R   | 1R | 2R   | 2R   | 2R   |
| US Open              | 2R   | 1R   | 2R   | 1R   | –    | –    | 1R   | 1R   | 2R | 3R   | 1R   | 1R   | 4R | 1R   | 2R   | –    |
| ATP Masters 1000     |      |      |      |      |      |      |      |      |    |      |      |      |    |      |      |      |
| Indian Wells         | –    | –    | KF   | 2R   | 3R   | –    | 4R   | 2R   | 3R | 1R   | –    | 2R   | –  | –    | 4R   | –    |
| Miami                | –    | –    | 3R   | 2R   | –    | 2R   | 3R   | 2R   | 2R | –    | 3R   | 1R   | 2R | –    | 1R   | –    |
| Monte Carlo          | –    | –    | –    | 1R   | –    | –    | 1R   | 1R   | –  | –    | –    | –    | –  | –    | –    | –    |
| Madrid               | l.c. | l.c. | l.c. | l.c. | l.c. | –    | 2R   | 2R   | 1R | 1R   | –    | –    | 1R | 1R   | –    | –    |
| Rome                 | –    | –    | 2R   | 3R   | –    | –    | 1R   | 1R   | 1R | 1R   | –    | –    | –  | –    | –    | –    |
| Montréal/Toronto     | –    | –    | 1R   | 3R   | –    | –    | 1R   | 1R   | 2R | 1R   | –    | –    | –  | –    | –    | –    |
| Cincinnati           | –    | –    | 3R   | 3R   | –    | –    | HF   | 1R   | 2R | 1R   | –    | –    | 2R | –    | –    | –    |
| Shanghai             | l.c. | l.c. | l.c. | l.c. | l.c. | –    | 1R   | –    | 3R | –    | –    | –    | –  | –    | –    | –    |
| Parijs               | –    | –    | –    | HF   | 1R   | –    | –    | –    | 1R | –    | –    | –    | 2R | –    | –    | –    |
| olympisch            |      |      |      |      |      |      |      |      |    |      |      |      |    |      |      |      |
| Olympische Spelen    | 2R   | g.t. | g.t. | g.t. | –    | g.t. | g.t. | g.t. | 3R | g.t. | g.t. | g.t. | –  | g.t. | g.t. | g.t. |
| statistieken         |      |      |      |      |      |      |      |      |    |      |      |      |    |      |      |      |
| totaal aantal titels | 0    | 0    | 1    | 1    | 0    | 1    | 1    | 0    | 0  | 0    | 0    | 0    | 0  | 0    | 0    | 0    |
| eindejaarsranking    | 159  | 55   | 12   | 16   | 98   | 42   | 20   | 44   | 36 | 87   | 85   | 46   | 36 | 102  |      |      |

### Dubbelspel
| grandslamtoernooien  |      |      |      |      |      |      |     |      |      |      |     |      |      |      |
| Australian Open      | 1R   | 2R   | –    | –    | –    | –    | –   | 3R   | –    | 1R   | –   | 2R   | –    | –    |
| Roland Garros        | –    | –    | –    | –    | –    | –    | –   | –    | –    | –    | 1R  | –    | –    | –    |
| Wimbledon            | –    | 1R   | –    | –    | –    | –    | –   | –    | –    | –    | 1R  | 1R   | –    | –    |
| US Open              | –    | –    | –    | –    | –    | –    | –   | –    | –    | –    | 2R  | –    | 1R   | –    |
| ATP Masters 1000     |      |      |      |      |      |      |     |      |      |      |     |      |      |      |
| Indian Wells         | 1R   | –    | 1R   | –    | –    | –    | –   | –    | –    | –    | –   | –    | –    | –    |
| Miami                | –    | –    | –    | –    | –    | –    | 1R  | –    | –    | –    | –   | –    | –    | –    |
| Monte Carlo          | –    | –    | –    | –    | –    | –    | –   | –    | –    | –    | –   | –    | –    | –    |
| Madrid               | l.c. | l.c. | l.c. | –    | –    | –    | –   | –    | –    | –    | –   | –    | –    | –    |
| Rome                 | –    | 2R   | –    | –    | –    | 2R   | –   | 1R   | –    | –    | –   | –    | –    | –    |
| Montréal/Toronto     | –    | –    | –    | –    | –    | –    | –   | –    | –    | –    | –   | –    | –    | –    |
| Cincinnati           | –    | –    | –    | –    | –    | –    | –   | –    | –    | –    | –   | –    | –    | –    |
| Shanghai             | l.c. | l.c. | l.c. | –    | –    | –    | –   | –    | –    | –    | –   | –    | –    | –    |
| Parijs               | –    | –    | –    | –    | –    | –    | –   | –    | –    | –    | –   | –    | –    | –    |
| olympisch            |      |      |      |      |      |      |     |      |      |      |     |      |      |      |
| Olympische Spelen    | g.t. | g.t. | –    | g.t. | g.t. | g.t. | –   | g.t. | g.t. | g.t. | –   | g.t. | g.t. | g.t. |
| statistieken         |      |      |      |      |      |      |     |      |      |      |     |      |      |      |
| totaal aantal titels | 0    | 0    | 0    | 0    | 0    | 0    | 1   | 0    | 0    | 0    | 0   | 0    | 0    | 0    |
| eindejaarsranking    | 393  | 106  | 282  | 833  | 508  | 272  | 212 | 169  | —    | 859  | 420 | 404  |      |      |